# 第98回選抜高等学校野球大会
第98回選抜高等学校野球大会（だい98かいせんばつこうとうがっこうやきゅうたいかい）は、2026年に阪神甲子園球場で開催予定の選抜高等学校野球大会である。

## 日程
- 2025年
  - 7月11日 - 選抜大会の運営委員会を開き、出場校を例年通りの32校とすることを決定[1]。